# ミザーノ・アドリアーティコ
ミザーノ・アドリアーティコ（伊: Misano Adriatico）は、イタリア共和国エミリア＝ロマーニャ州リミニ県にある、人口約14,000人の基礎自治体（コムーネ）。
ロードレース（オートバイ）のサンマリノグランプリが開催される、ミザーノ・サーキット（ミサノ・サーキット）の所在地である。

## 名称
地元のロマーニャ語では Misên と呼ばれる。ミザーノという名の都市はイタリアに複数あるため、アドリア海を意味する「アドリアーティコ」が付されている。
モータースポーツ関連の日本語文献では、この都市はもっぱら「ミサノ」と表記・言及される。

## 地理

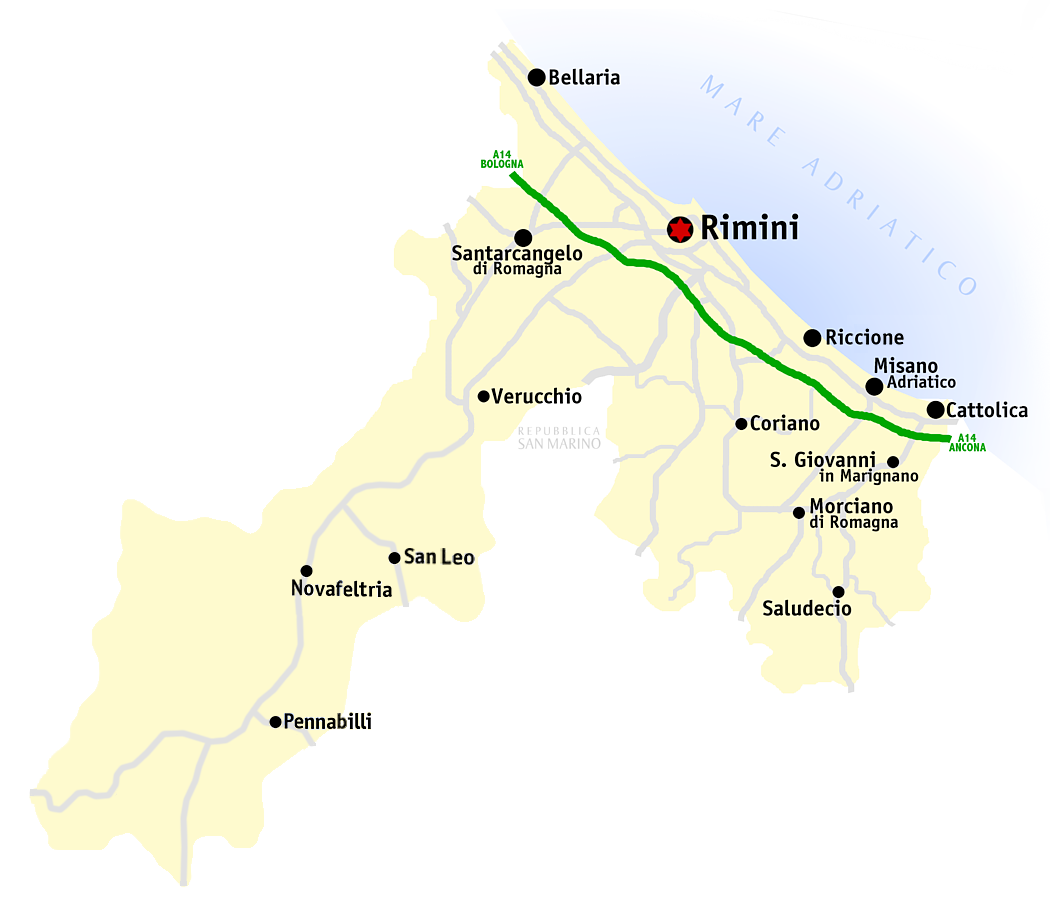
リミニ県概略図

### 位置・広がり
リミニ県中部に位置し、アドリア海に面したコムーネである。ミザーノ・アドリアーティコの街は、県都リミニから南東へ約14km、ペーザロから西北西へ約19km、サンマリノ市から東北東へ約21km、州都ボローニャからは東南東へ約122kmの距離にある。

#### 隣接コムーネ
隣接するコムーネは以下の通り。
| - カットーリカ - 南東 - サン・ジョヴァンニ・イン・マリニャーノ - 南 - サン・クレメンテ - 南西 - コリアーノ - 西 - リッチョーネ - 北西 |

### 気候分類・地震分類
ミザーノ・アドリアーティコにおけるイタリアの気候分類 (it) および度日は、zona E, 2137 GGである。
また、イタリアの地震リスク階級 (it) では、zona 2 (sismicità media) に分類される。
- 海沿いの遊歩道
- ミザーノ・モンテ地区
- コンカ川の河口（ポルトヴェルデ地区）
- ミザーノ・アドリアーティコ駅
- 市役所

## 行政

### 分離集落
ミザーノ・アドリアーティコには、以下の分離集落（フラツィオーネ）がある。
- Belvedere, Misano Brasile, Casette, Cella, Cella Simbeni, Misano Monte, Portoverde, Santa Monica, Scacciano, Villaggio Argentina

## 文化・観光

### スポーツ
ミザーノ・サーキット（正式名称はミサノ・ワールド・サーキット・マルコ・シモンチェリ）は当市のサンタモニカ地区にある。オートバイ競技のロードレースのサンマリノグランプリは、このサーキットで開かれる。2012年に、地元出身（カットーリカ生まれ、コリアーノ育ち）のレーサーであるマルコ・シモンチェリ（1987年 - 2011年）をしのんでその名が付け加えられた。サーキット正門に通じる道路は加藤大治郎（1976年 - 2003年）を追悼して「加藤大治郎通り」(Viale Daijiro Kato) と命名されている。
- サンタモニカ地区にある市民競技場 (Stadio Comunale)

## 交通

### 道路
アウトストラーダ（高速道路）
- アウトストラーダ A14

国道
- SS16